# Elyptron annularis
Elyptron annularis är en fjärilsart som beskrevs av Pierre E.L. Viette 1963. Elyptron annularis ingår i släktet Elyptron och familjen nattflyn. Inga underarter finns listade i Catalogue of Life.